# 8903 Paulcruikshank
8903 Paulcruikshank eller 1995 UB7 är en asteroid i huvudbältet som upptäcktes den 26 oktober 1995 av de båda japanska astronomerna Takeshi Urata och Yoshisada Shimizu vid Nachi-Katsuura-observatoriet. Den är uppkallad efter Paul Shammim Cruikshank.
Asteroiden har en diameter på ungefär 6 kilometer och den tillhör asteroidgruppen Eunomia.